# San Calixto (título cardenalicio)
San Calixto  es un título cardenalicio de la Iglesia Católica. Fue instituido por el papa León X en 6 de julio de 1517, ya que en consistorio del 1 de julio incrementó el número de cardenales.

## Titulares
- Francesco Armellini Pantalassi de' Medici (6 luglio 1517 - 22 de noviembre de 1523)
- Vacante (1523 - 1531)
- Alonso Manrique (17 aprile 1531 - 12 luglio 1532)
- Vacante (1532 - 1537)
- Jacopo Sadoleto (15 gennaio 1537 - 11 maggio 1545)
- Vacante (1545 - 1552)
- Sebastiano Antonio Pighini (27 giugno 1552 - 23 de noviembre de 1553)
- Pietro Tagliavia d'Aragona (17 luglio 1555 - 5 de agosto de 1558)
- Ludovico Madruzzo, diaconia pro illa vice (3 giugno 1561 - 4 maggio 1562)
- Innocenzo Ciocchi del Monte (4 maggio 1562 - 17 de noviembre de 1564)
- Angelo Nicolini (15 maggio 1565 - 15 de agosto de 1567)
- Gianpaolo della Chiesa (5 aprile 1568 - 10 maggio 1570 diaconía pro illa vice; (10 maggio 1570 - 14 maggio 1570)
- Marcantonio Maffei (9 giugno 1570 - 22 agosto 1583)
- Vacante (1583 - 1608)
- Lanfranco Margotti (10 diciembre 1608 - 11 gennaio 1610)
- François de La Rochefoucauld (1 febbraio 1610 - 14 febbraio 1645)
- Tiberio Cenci (24 aprile 1645 - 26 febbraio 1653)
- Prospero Caffarelli (23 marzo 1654 - 14 agosto 1659)
- Vincenzo Costaguti (19 luglio 1660 - 6 diciembre 1660)
- Pietro Vidoni seniore (4 luglio 1661 - 13 marzo 1673)
- Fabrizio Spada (23 marzo 1676 - 23 maggio 1689)
- Niccolò Acciaiuoli (28 noviembre 1689 - 28 settembre 1693)
- Toussaint de Forbin-Janson (28 settembre 1693 - 24 marzo 1713)
- Gianantonio Davia (30 agosto 1713 - 19 noviembre 1725)
- Prospero Marefoschi (19 noviembre 1725 - 20 settembre 1728)
- Leandro di Porcia, O.S.B. (20 settembre 1728 - 2 giugno 1740)
- Henri-Osvald de la Tour d'Auvergne de Bouillon (16 settembre 1740 - 23 aprile 1747)
- Silvio Valenti Gonzaga (15 maggio 1747 - 9 aprile 1753)
- Fortunato Tamburini, O.S.B. (9 aprile 1753 - 9 agosto 1761)
- Vacante (1761 - 1767)
- Urbano Paracciani Rutili (15 giugno 1767 - 2 gennaio 1777)
- Tommaso Maria Ghilini (20 luglio 1778 - 17 febbraio 1783)
- Barnaba (Gregorio) Chiaramonti, O.S.B. (27 giugno 1785 - 14 marzo 1800 elegido papa Pio VII)
- Carlo Giuseppe Filippa della Martiniana (2 aprile 1800 - 7 diciembre 1802)
- Antonio Despuig y Dameto (26 settembre 1803 - 2 maggio 1813)
- Domenico Spinucci (29 aprile 1816 - 21 diciembre 1823)
- Bartolomeo Alberto (Mauro) Cappellari, O.S.B. Cam. (3 luglio 1826 - 2 febbraio 1831 elegido papa Gregorio XVI)
- Luigi Lambruschini, B. (24 febbraio 1832 - 24 gennaio 1842)
- Luigi Vannicelli Casoni (27 gennaio 1842 - 4 ottobre 1847)
- Vacante (1847 - 1852)
- Thomas-Marie-Joseph Gousset (10 aprile 1851 - 22 de diciembre 1866)
- Jean-Baptiste-François Pitra (22 febbraio 1867 - 12 maggio 1879)
- Gustav Adolf von Hohenlohe-Schillingsfürst (10 noviembre 1884 - 2 diciembre 1895)
- Isidoro Verga (22 giugno 1896 - 30 noviembre 1896)
- Agostino Ciasca, O.S.A. (22 giugno 1899 - 6 febbraio 1902)
- Carlo Nocella (25 giugno 1903 - 22 luglio 1908)
- Antonio Vico (2 diciembre 1912 - 6 diciembre 1915)
- Alessio Ascalesi (7 diciembre 1916 - 11 maggio 1952)
- Marcello Mimmi (15 gennaio 1953 - 9 giugno 1958)
- Alfonso Castaldo (18 diciembre 1958 - 3 marzo 1966)
- Corrado Ursi (29 giugno 1967 - 29 agosto 2003)
- Vacante (2003 - 2012)
- Willem Jacobus Eijk, (18 de febrero de 2012)